# Ariamnes longissimus
Ariamnes longissimus là một loài nhện trong họ Theridiidae.
Loài này thuộc chi Ariamnes. Ariamnes longissimus được Eugen von Keyserling miêu tả năm 1891.